# 이민배 세계바둑신예최강전
이민배 세계바둑신예최강전(중국어: 利民杯世界围棋星锐最强战)은 1996년 1월 1일 이후 출생한 프로와 2000년 1월 1일 이후 출생한 아마추어가 참가해 신예 최강을 가리는 대회이다. 중국위기협회와 중국기원 항저우 분원이 주최하며, 항저우시 위기협회가 주관한다.

## 상금
- 우승 : 40만위안(7,000만원)
- 준우승 : 12만위안(2,100만원)

## 대국규정
- 본선 제한시간은 각자 2시간. 초읽기 60초 5회. 계가는 중국 룰.

## 역대 우승자
| 회수 | 연도 | 우승         | 전적 | 준우승     |
| ---- | ---- | ------------ | ---- | ---------- |
| 1    | 2014 | 퉁멍청 4단   | 1-0  | 양딩신 3단 |
| 2    | 2015 | 구쯔하오 4단 | 1-0  | 이동훈 5단 |
| 3    | 2016 | 미위팅 9단   | 1-0  | 신진서 6단 |
| 4    | 2017 | 커제 9단     | 1-0  | 쉬자양 6단 |